# Williams (Iowa)
Williams es una ciudad ubicada en el condado de Hamilton en el estado estadounidense de Iowa. En el Censo de 2010 tenía una población de 344 habitantes y una densidad poblacional de 152,49 personas por km².

## Geografía
Williams se encuentra ubicada en las coordenadas 42°29′21″N 93°32′28″O / 42.48917, -93.54111. Según la Oficina del Censo de los Estados Unidos, Williams tiene una superficie total de 2.26 km², de la cual 2.26 km² corresponden a tierra firme y (0%) 0 km² es agua.

## Demografía
Según el censo de 2010, había 344 personas residiendo en Williams. La densidad de población era de 152,49 hab./km². De los 344 habitantes, Williams estaba compuesto por el 98.84% blancos, el 0.29% eran afroamericanos, el 0% eran amerindios, el 0% eran asiáticos, el 0% eran isleños del Pacífico, el 0% eran de otras razas y el 0.87% pertenecían a dos o más razas. Del total de la población el 0% eran hispanos o latinos de cualquier raza.